# Jan Jochymski
Jan Jochymski (* 1969 in Leipzig) ist ein deutscher Schauspieler, Regisseur und Dozent.

## Leben
Jan Jochymski wurde 1969 in Leipzig geboren und 1976 eingeschult, machte nach dem Ende der Schulzeit eine Berufsausbildung als Schlosser und absolvierte den Grundwehrdienst in der NVA. Bereits 1985 hatte er Berührungen mit einem Amateurtheater, in dem er seine ersten Schritte als Schauspieler und Regisseur tat. Er studierte in seiner Heimatstadt von 1990 bis 1994 Schauspiel an der Theaterhochschule Hans Otto, die ab 1992 der  Hochschule für Musik und Theater (HMT) „Felix Mendelssohn Bartholdy“ Leipzig angegliedert wurde.  Ab 1992 verlagerte sich sein Studium, wie das vieler Leipziger Studenten nach dem zweiten Studienjahr, an das Schauspielstudio Chemnitz. In dieser Zeit gründete er mit seinem Kommilitonen Stefan Ebeling die freie Gruppe TheaterschaffT. Nach dem Studium führte ihn in der Spielzeit 1994/95 ein kurzes Engagement an das Theater Rudolstadt. Von 1994 bis 1997 erhielt er eine feste Anstellung als Schauspieler und Regisseur am Theaterhaus Jena. Danach begann seine Tätigkeit als freischaffender Regisseur, in der er sowohl in der freien Szene als auch an Staats- und Stadttheatern zahlreiche Stücke inszenierte.
In den Jahren 2009 bis 2014 arbeitete Jan Jochymski als Schauspieldirektor am Theater Magdeburg, wo er auch bei vielen Stücken Regie führte. In der danach wieder folgenden  Zeit als freischaffender Regisseur war er zusätzlich an der Hochschule für Musik und Theater Leipzig, an der Filmuniversität Babelsberg Konrad Wolf in Potsdam und an der Hochschule für Musik und Darstellende Kunst Stuttgart als Gastdozent tätig.

## Theater
- 1996: Samuel Beckett: Warten auf Godot (Theaterhaus Jena)
- 1998: Ad de Bont: Und gestern war ich Vierzehn –  Mirad, ein Junge aus Bosnien (Theater Junge Generation Dresden – Studiobühne)
- 1999: Mark Ravenhill: Faust ist tot (Staatsschauspiel Dresden – Theater in der Fabrik)
- 1999: Jan Jochymski: Stellungskriege (Theater unterm Dach Berlin)
- 2000: Kai Hensel: Party mit totem Neger (Staatsschauspiel Dresden – Theater in der Fabrik)
- 2001: Martin McDonagh: Der Leutnant von Inishmore (Deutsches Theater Berlin – Kammerspiele)
- 2002: John Lennon: Just believe in me (Thalia Theater Hamburg)
- 2004: Friedrich Schiller: Don Carlos (Das Meininger Theater)
- 2004: Georg Büchner: Woyzeck (Freie Kammerspiele Magdeburg)
- 2006: Gerhart Hauptmann: Vor Sonnenaufgang (Theater Magdeburg)
- 2006: Jurij Andruchowytsch: Orpheus, Illegal (Schauspiel Leipzig)
- 2007: Ferenc Molnár: Liliom (Schauspiel Leipzig)
- 2007: Matias Faldbakken: The Cocka Hola Company (Staatstheater Stuttgart)
- 2008: Lars von Trier: Breaking the Waves (Theater Magdeburg)
- 2008: Ken Kesey: Einer flog über das Kuckucksnest (Maxim-Gorki-Theater Berlin)
- 2009: Bertolt Brecht: Der gute Mensch von Sezuan (Theater Magdeburg)
- 2010: William Shakespeare: Hamlet (Theater Magdeburg)
- 2011: Michael Kumpfmüller: Durst (Theater Magdeburg)
- 2011: Bertolt Brecht/Kurt Weill: Die Dreigroschenoper (Theater Magdeburg)
- 2011: Fjodor Dostojewski: Der Spieler (Theater Magdeburg)
- 2012: Georg Büchner: Leonce und Lena (Theater Osnabrück – emma-Theater)
- 2012: Friedrich Schiller: Kabale und Liebe (neues theater Halle)
- 2013: Thomas Brussig/Leander Haußmann: Sonnenallee (Theater Magdeburg)
- 2013: Friedrich Schiller: Die Räuber (Theater Osnabrück)
- 2014: Anton Tschechow: Iwanow (Schauspielhaus Graz – Österreich)
- 2015: Bertolt Brecht: Die heilige Johanna der Schlachthöfe (Landestheater Tübingen)
- 2016: Carlo Collodi: Pinocchio (Mecklenburgisches Staatstheater Schwerin)
- 2016: William Shakespeare: Wie es euch gefällt (Landestheater Tübingen)
- 2016: William Shakespeare: Der Sturm (Theater der Jungen Welt Leipzig)
- 2017: Gotthold Ephraim Lessing: Emilia Galotti (Staatstheater Cottbus)
- 2017: Lutz Hübner: Richtfest (Landestheater Tübingen)
- 2017: Otfried Preußler: Der Räuber Hotzenplotz (Theater Lübeck)
- 2018: Rebekka Kricheldorf nach Miguel de Cervantes: Don Quijote (Landestheater Tübingen)
- 2018: Ingrid Lausund: Bandscheibenvorfall (Theater in Heilbronn)
- 2018: Wilhelm Jacoby/Carl Laufs: Pension Schöller (Hans Otto Theater Potsdam)
- 2019: Jurek Becker: Wir sind auch nur ein Volk (Theater Plauen-Zwickau – Plauen)
- 2019: Peter Shaffer: Komödie im Dunkeln (Landestheater Tübingen)

## Auszeichnungen
- 1993: „Max-Reinhardt-Preis“, Ensemblepreis des Schauspielschultreffen Wien
- 1994: Solopreis des Schauspielschultreffen Hannover
- 2001: Dr.-Otto-Kasten-Preis – Förderpreis deutscher Intendanten für Nachwuchskünstler